# 世古陽丸
世古 陽丸（せこ たかまる、1953年11月3日 - ）は、日本の俳優、声優。静岡県出身。演劇集団 円所属。

## 来歴
静岡県三島郊外の出身。
日本大学芸術学部卒業。
1979年、円・演劇研究所入所。1981年、演劇集団 円 会員昇格。

## 人物
声種はバリトン。
特技は殺陣、ボーイスカウト指導員、B級ライセンス、伊豆弁。
息子はシンガーソングライターでアコースティックギターデュオ、パステルカメレオンの世古兼之郎。

## 出演

### テレビドラマ
- 大空港
  - 第73話「盗まれた恋路 君よ非情の歌を聞け!」（1980年） - 青山署刑事
  - 第75話「失われた戦場 さらば友よ」（1980年） - 佐伯の部下
- 秘密のデカちゃん 第9話（1981年） - 新郎の友人
- さすらい刑事旅情編III 第6話「信州安曇野・結婚サギにあった女」（1990年）
- 大河ドラマ
  - 太平記（1991年） - 北条時益
  - 徳川慶喜（1998年） - 広橋胤保
  - 葵 徳川三代（2000年）
  - 龍馬伝（2010年） - 山田広衛
- 銀狼怪奇ファイル（1995年） - 大和田
- ひまわり（1996年）
- コーチ（1996年）
- 仮面の女（1998年）
- 御家人斬九郎 第4シリーズ 第10話（1999年） - 清吉
- はぐれ刑事純情派第12シリーズ（1999年） - 工藤鉄也
- 南町奉行事件帖 怒れ!求馬II（1999年）
- ハンドク!!! 第3話（2001年）
- 仮面ライダーアギトスペシャル 新たなる変身（2001年）
- 遺言（2002年）
- はぐれ刑事純情派第15シリーズ 第16話（2002年） - 八田治朗
- こころ（2003年）
- はぐれ刑事純情派第16シリーズ（2003年） - 黒川正宏
- 蝉しぐれ（2004年）
- 純情きらり（2006年）
- トリハダ〜夜ふかしのあなたにゾクッとする話を（2007年）
- 喰いタン2 第6話「来たで〜大阪!たこ焼きで食いだおれ!」（2007年） - 重役
- 3年B組金八先生 第6シリーズ（2007年） - 佐藤隆夫
- NHKスペシャル「感染爆発〜パンデミック・フルー」（2008年）
- 金曜プレステージ ハマの静香は事件がお好き episode5（2008年、CX） - 磯貝陽一郎
- スペシャルドラマ 白洲次郎（2009年） - 広田弘毅
- 土曜時代劇「咲くやこの花」（2010年）
- 木曜ドラマ 告発〜国選弁護人（2011年、テレビ朝日） - 東京高裁判事
- 土曜ワイド劇場（テレビ朝日）
  - 特別企画 名探偵金田一耕助 三つ首塔 妖しく燃える女相続人の華麗な戦い（1988年）
  - タクシードライバーの推理日誌(6)「再会した女」（1995年）
  - 新・女弁護士 朝吹里矢子(3)「逆転の法廷!」（1996年）
  - 西村京太郎トラベルミステリー「寝台特急"北斗星"殺人事件」（1996年） - 磯村
  - ドクVSデカ(2)「緑色の炎に焼かれた男と女」（2004年） - 浅沼尚樹
  - 天国と地獄 間違えられた身代金誘拐事件・小樽（2007年）
  - 半落ち（2007年）
  - 広域警察(3)「奪われた身代金!」（2012年） - 広島県警捜査一課長・宮本警視
- 月曜ドラマスペシャル（TBS）
  - 松本清張特別企画・父系の指（1995年）
- 火曜サスペンス劇場（日本テレビ）
  - 弁護士・高林鮎子
    - 「8 北の旅・殺意の雫石」（1990年12月4日） - ホテルのフロントマン
    - 「21 上毛高原 逆流の殺意」（1997年11月11日）
    - 「26 雲仙長崎旅路の果て」（2000年4月11日） - ホテルのフロントマン
    - 「29 フレッシュひたち17号の偽証」（2001年11月20日） - 深田和弘（深田美子の兄・農家）

  - 不在証明（1991年11月26日） - ホテルのフロントマン
  - 検事霧島三郎(4)（1997年） - 都議会議員 佐伯雄介
  - 女の家（2002年）
- 水曜ミステリー9（テレビ東京）
  - 鉄道警察官・清村公三郎
    - 「3 黒部峡谷トロッコツアー殺人事件」（2006年11月15日） - 私服警察官・長谷川
    - 「11 房総ローカル列車殺人レール 妖刀村正の呪い」（2014年10月1日） - 日本刀販売店・店主
- 月曜ゴールデン（TBS）
  - 税務調査官・窓際太郎の事件簿19（2009年10月12日） - 瀬戸健太郎
- CO 移植コーディネーター（2011年、WOWOW）
- 私という運命について（2014年3月23日、WOWOW）
- 連続テレビ小説 花子とアン（2014年、NHK-BSプレミアム）
- 松本清張二夜連続ドラマスペシャル・第二夜 松本清張「霧の旗」（2014年12月7日）
- 沈まぬ太陽 第1部 第7話（2016年、WOWOW）
- 緊急取調室（2017年） - 近藤行年
- 釣りバカ日誌 Season2 〜新米社員 浜崎伝助〜（2017年）
- 特捜9（2019年） - 深野智章
- プラチナイト 〜両親ラブストーリー〜オヤコイ（2020年、日本テレビ）※ドラマパート

### テレビ番組
- わたしたちのくらし（NHK教育、1982年 - 1986年） - クラさん

### 映画
- 千利休 本覺坊遺文（1989年、西友） - 大徳屋の使い
- まあだだよ（1993年、東宝）
- 押切 The strange story（2000年、東映） - トオルの父
- ハゲタカ（2009年、東宝）

### 舞台
- 鏡花万華鏡風流線
- シラノ・ド・ベルジュラック
- ニュルンベルク裁判
- 野菊の墓
- 冬のライオン
- カリギュラ（2019年3月14日）
- 光刺ス森（2020年12月19日）

### テレビアニメ
- ルパン三世 霧のエリューシヴ（2007年） - ハサマ[8]
- 宇宙兄弟（2014年） - ジョージ・マグワイア
- テラフォーマーズ リベンジ（2016年） - ジェラルド・グッドマン
- アンゴルモア 元寇合戦記（2018年） - 白鰐
- どろろ（2019年） - 伝吉
- ルパン三世 PART6（2022年） - メイバンクス

### Webアニメ
- 無限の住人-IMMORTAL-（2020年、同心）

### ゲーム
- ファイナルファンタジーVII リメイク（2020年）

### ドラマCD
- 沈黙の艦隊 ヴァーチャルサウンドムービー（1993年）

### 吹き替え

#### 映画（吹き替え）
- アバター
- アルカトラズからの脱出（所長〈パトリック・マクグーハン〉）※Netflix版
- アルマゲドン（オスカー・チョイ〈オーウェン・ウィルソン〉）※ソフト版
- インベージョン（スティーヴン・ガレアーノ〈ジェフリー・ライト〉）
- es（トーン教授〈エトガー・ゼルゲ〉）※ソフト版
- エクソダス:神と王（エトロ〈ケヴォルク・マリキャン〉）
- エディット・ピアフ〜愛の讃歌〜（ルイ・バリエ〈パスカル・グレゴリー〉）
- エネミー・ライン3 激戦コロンビア（カール・ドブス〈ティム・マシスン〉）
- エラゴン 遺志を継ぐ者（ホースト〈リチャード・リフキン〉）
- おとぎ話を忘れたくて（リチャード・ジョーンズ〈アーニー・ハドソン〉）
- 帰らない日々
- 記憶の棘（ボブ〈アーリス・ハワード〉）
- 奇人たちの晩餐会 USA（ランス・フェンダー〈ブルース・グリーンウッド〉）
- キュア 〜禁断の隔離病棟〜（ヴォルマー〈ジェイソン・アイザックス〉）
- キル・ビル vol.2（オルガン奏者〈サミュエル・L・ジャクソン〉）
- グリーン・ランタン（カール・フェリス社長〈ジェイ・O・サンダース〉）
- コペルニクス・コード（ザイファルト〈ピア・ジャガー〉）
- コレヒドール戦記（ライアン中尉〈ジョン・ウェイン〉）※PDDVD版
- ザ・イースト（ローリー・ヒューストン〈ジョン・ネイスラー〉）
- ザ・マークスマン（ナイシュ大尉〈アンソニー・ウォーレン〉）
- 幸せのきずな（マックリン・テイラー〈ミッチ・ピレッジ〉）
- シリアナ（ベネット・ホリデイ〈ジェフリー・ライト〉）
- J・エドガー（ノーマン・シュワルツコフ・シニア〈ダーモット・マローニー〉）
- 7月4日に生まれて（チャーリー〈ウィレム・デフォー〉）※DVD版
- シティ・オン・ファイアー（デヴィッド〈キャメロン・ダッド〉）
- スイッチング・プリンセス（ジョージ王国〈バヴェル・ダグラス〉）
- スカイスクレイパー（ウー警部補〈バイロン・マン〉）
- ストーン（ミッチ・ウォーデン刑務所長〈ピーター・ルイス〉）
- ストップ・ロス/戦火の逃亡者（ロイ・キング〈キアラン・ハインズ〉）
- スパイ・バウンド（DGSE上層部〈ブリュノ・トデスキーニ〉）
- 300 〈スリーハンドレッド〉 〜帝国の進撃〜（ダクソス〈アンドリュー・プレヴィン〉）※劇場公開版
- スリープレス・ナイト（スタンリー・ルビノ〈ダーモット・マローニー〉）
- 大統領の理髪師（大統領〈チョ・ヨンジン〉）
- ダイ・ハード4.0（ルッソ〈ヨルゴ・コンスタンティン〉、フランクリン・ルーズベルト、ドワイト・アイゼンハワー）
- チョコレートドーナツ（ランバート〈グレッグ・ヘンリー〉）
- デイ・アフター・トゥモロー
- トレイン・ミッション（ホーソーン警部〈サム・ニール〉）
- ナショナル・トレジャー
- 21グラム（マイケル〈ダニー・ヒューストン〉）
- 摩天楼はバラ色に（ハワード・プレスコット〈リチャード・ジョーダン〉）※Netflix版
- パイレーツ・オブ・カリビアンシリーズ
  - パイレーツ・オブ・カリビアン/デッドマンズ・チェスト
  - パイレーツ・オブ・カリビアン/ワールド・エンド
- パッセンジャーズ（ペリー〈アンドレ・ブラウアー〉）
- バトルフィールド（デュラント卿〈カレル・ローデン〉）
- バトルフィールド・アビス
- ハリーの災難（サム・マーロウ〈ジョン・フォーサイス〉）※BD版
- ハリウッドランド
- バレンタインデー（ケルヴィン・ムーア〈ジェイミー・フォックス〉）
- ハロウィン（ブランケット保安官〈ブラッド・ドゥーリフ〉）
- ハロウィンII（ブランケット保安官〈ブラッド・ドゥーリフ〉）
- ハンター（スポタ〈リチャード・ベンチャー〉）※テレビ朝日版WOWOW追加録音部分
- ファイアーライト/情炎の愛（ジョン・テイラー〈ケヴィン・アンダーソン〉）
- ファンタスティック・ビーストと黒い魔法使いの誕生（魔法省審問官[9]）
- ファンタスティック・フォー ［超能力ユニット］
- フィクサー（ミスター・イケル〈テリー・セルピコ〉）
- フィフス・エステート/世界から狙われた男（ジェームズ・ボスウェル〈スタンリー・トゥッチ〉）
- フリーダ（ギジェルモ・カーロ〈ロジャー・リース〉）※ソフト版
- ブロンド・ライフ（ジャック〈トニー・シャルーブ〉）
- プリンセス・プロテクション・プログラム（メイソン）
- ペレ 伝説の誕生（フェオラ監督〈ヴィンセント・ドノフリオ〉）
- ホワイトハウス・ダウン（イーライ・ラフェルソン下院議長〈リチャード・ジェンキンス〉[10]）
- マダム・メドラー おせっかいは幸せの始まり（ジッパー〈J・K・シモンズ〉）
- マックス・スティール（マイルズ〈アンディ・ガルシア〉）
- ミレニアム2 火と戯れる女（リカルド・エクストレム〈ニクラス・ユールストレム〉）
- ミレニアム3 眠れる女と狂卓の騎士（リカルド・エクストレム〈ニクラス・ユールストレム〉）
- MEG ザ・モンスター（ヘラー博士〈ロバート・テイラー〉[11]）
- モテる男のコロし方
- モールス（トーマス〈リチャード・ジェンキンス〉）
- ラスト・ハウス・オン・ザ・レフト -鮮血の美学-（ジョン・コリンウッド〈トニー・ゴールドウィン〉）
- リンカーン/秘密の書[12]
- Ray/レイ（ジェフ・ブラウン〈クリフトン・パウエル〉）
- REC/レック2（オーウェン博士〈ジョナサン・メイヨール〉）
- ロードキラー デッド・スピード（ラスティ・ネイル〈ケン・カージンガー〉）

#### ドラマ
- アリー my Love
- ER緊急救命室
  - シーズン7・8（バーク〈クリス・サランドン〉）
  - シーズン11 #7（パトリエ刑事〈アンソニー・ジョン・デニソン〉）
  - シーズン12 #2（ロッド・スティルマン〈エリック・ラング〉）
- WITHOUT A TRACE/FBI 失踪者を追え!
  - シーズン1 #18（ポール〈パトリック・ファビアン〉）
  - シーズン2（ドイル #2、ブライアン #11〈ジョン・パンコウ〉）
- NCIS 〜ネイビー犯罪捜査班
  - シーズン1（ウィル・ライアン大佐〈テリー・オクィン〉 他）
  - シーズン6-10（イーライ・ダヴィード / イーライ・デイビッド長官〈マイケル・ヌーリー〉）
- エレメンタリー4 ホームズ&ワトソン in NY #19（ジェームズ・ジマー・ホバーキン・Jr.）
- キャッスル 〜ミステリー作家は事件がお好き シーズン3（ランス・ヘースティングス〈コービン・バーンセン〉）
- クワンティコ/FBIアカデミーの真実 シーズン2（ヘンリー・ロアーク〈デニス・ボウトシカリス〉）
- クローザー
- 刑事フォイル（ヒュー・リード警視正〈マイケル・シムキンズ〉）
- コールドケース6（ベン・フェルドマン）
- ザ・ホワイトハウス4（マーク・オドネル）
- 時空刑事1973 ライフ・オン・マース（レイ・カーリング〈ディーン・アンドリュース〉）
- 主任警部アラン・バンクス（ジェイミー・モーデン）
- 私立探偵ヴァルグ（ニールス・ハレ）
- SUITS/スーツ（ロバート・ゲラー〈ティム・ラス〉）
- Sense8/センス8（マネンドラ・ラスエル）
- CHUCK/チャック（ジャック・バートン〈ゲイリー・コール〉）
- ディフェンダーズ 闘う弁護士
- デッド・ゾーン
- Dr.JIN
- NUMBERS 天才数学者の事件ファイル シーズン3（アーロン・ヘルム〈ジェフ・ピアソン〉）
- ナルコス（エドゥアルド・サンドバル）
- ナイトシフト4 真夜中の救命医 ザ・ファイナル（パーネル大佐〈ロブ・エステス〉）
- ブルーブラッド 〜NYPD家族の絆〜
- ポリティカル・アニマルズ（ジュバル・ジェイコブス〈クリス・エリス〉）
- マーベル・シネマティック・ユニバース
  - マーベル インヒューマンズ（マカニ〈カラ・アレクサンダー〉）
  - エージェント・オブ・シールド シーズン4（チン〈ジェン・サング・アウターブリッジ〉）
- ミス・マープル4 なぜ、エヴァンズに頼まなかったのか?（アレック・ニコルソン医師）
- ミディアム5 霊能者アリソン・デュボア（アダム、パトリック・デイビッドソン）
- 名探偵ポワロ
  - 死との約束（ジェラール医師〈ジョン・ハナー〉）
  - スズメバチの巣（ジョン・ハリスン）※追加吹き替え分
  - カーテン〜ポワロ最後の事件〜（フランクリン医師〈ショーン・ディングウォール〉）
- 名探偵モンク4 #2（ラリー・カトラー副市長〈デヴィッド・デルイズ〉）
- ヤング・スーパーマン（テッド・コード〈セバスチャン・スペンス〉）
- ラスト・キングダム（ラブン〈ルトガー・ハウアー〉）
- リゾーリ&アイルズ ヒロインたちの捜査線
- Rebellion/リベリオン（エドワード・バトラー〈イアン・マッケルヒニー〉）
- ワンス・アポン・ア・タイム4
- 私はラブ・リーガル6（ロブ・ワルドン〈リック・ライツ〉）

#### アニメ
- スパイダーマン（2004年） - ジョン・ハーデスキー
- ジャッキー・チェン・アドベンチャー（2005年） - キャプテン・ブラック、エル・ドロ・フェルテ
- ベン10（2007年） - ミスター・シングルス
- トムとジェリー スパイ・クエスト（2015年） - クエスト博士

### ラジオドラマ
- ラジオ図書館シリーズ
  - 「海軍主計大尉小泉信吉」（1992年） - ナレーション
  - 「怪談」（1992年） - 梶
  - 「白い光の午後」（1992年）
  - 「変身」（1992年）
  - 「ベヒシュタイン歌う」（1992年）
  - 「溟い海峡」（1993年） - 小島三等航海士
- 花の慶次 雲のかなたに（2014年）- 徳川家康

### ナレーション
- BBC EARTH ナチュラルワールド（WOWOW）

### パチンコ・パチスロ
- 真・花の慶次（徳川家康）